# Ли Сото, Виктория
Виктория Ли Сото (4 ноября 1985 — 14 декабря 2012) — американская учительница, погибшая во время стрельбы в начальной школе «Сэнди Хук». После того, как стрелок Адам Лэнза вошел в школу, она спрятала своих учеников — когда ученики выбежали из своих укрытий, то она, по сообщениям прессы, получила четыре пули и погибла, пытаясь закрыть детей своим телом. Поведение Виктории Ли Сото во время чрезвычайной ситуации было признано героическим. Посмертно награждена Президентской медалью для гражданских лиц (англ. Presidential Citizens Medal).
В конце 2012 и 2013 годов было объявлено о планах по присвоению имени Виктории Ли Сото ряду стипендий, дорог и школ. Городской совет Стратфорда (англ. Stratford Town Council) единогласно одобрил резолюцию о присвоении школе имени Сото, в родном городе отца Виктории — Баяамоне, планируется назвать в её честь общественный объект.

## Биография
Виктории Ли Сото родилась в Бриджпорте, в семье Карлоса Сото (англ. Carlos Soto), уроженца города Баямон, и Донны Фаган-Сото (англ. Donna Fagan-Soto), американки с ирландско-американскими корнями. Её отец работал в Департаменте транспорта штата Коннектикут (англ. Connecticut Department of Transportation) крановщиком, а мать была медсестрой в больнице Бриджпорта (англ. Bridgeport Hospital). Её семья переехала в Стратфорд, штат Коннектикут, где она окончила среднюю школу в 2003 году (англ. Stratford High School). В 2008 году Виктория Ли Сото Сото получила степень бакалавра в области образования и истории в Восточном университете штата Коннектикут, а затем поступила в аспирантуру Южного университета штата Коннектикут.

## Смерть
14 декабря 2012 года Сото вела уроки в первом классе начальной школы «Сэнди Хук», когда Адам Лэнза вошел в школу и начал расстреливать персонал и учеников. Убив четырнадцать учеников и двух учителей в первом классе, Ланза вошел в класс Сото. СМИ сообщают, что Сото спрятала нескольких детей в шкафу, и когда Лэнза вошел в ее класс, Сото сказала ему, что дети находятся в школьном спортзале. Когда несколько детей выбежали из своих укрытий, Ланза начал стрелять в учеников. По сообщениям, Сото была застрелена, пытаясь заслонить детей своим телом. Фотография сестры Сото, ожидающей новостей о сестре по мобильному телефону, была сделана фотографом Associated Press Джессикой Хилл (англ. Jessica Hill) и широко растиражирована по всему миру. Некоторые новостные издания назвали фотографию «культовой» и заявили, что она стала символом трагедии.

## Похороны
Поминальная служба состоялась 15 декабря, а похороны прошли 19 декабря в церкви Lordship Community Church. Американский музыкант и автор песен Пол Саймон выступил на похоронах и спел песню The Sound of Silence. 20 декабря она была похоронена на кладбище Union Cemetery Stratford. Почетный караул полиции штата Коннектикут салютовал катафалку Сото по всему пути следования похоронной процессии.

## Наследие

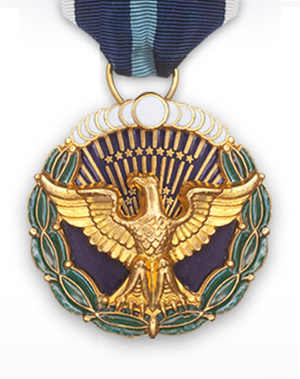
Президентская медаль для гражданских лиц

В декабре 2012 года Государственный университет Восточного Коннектикута объявил о создании Мемориального фонда стипендий имени Виктории Ли Сото, присуждаемых студентам, желающим стать учителями. В декабре 2012 года жители начали петицию о переименовании одной из улиц в Стратфорде, штат Коннектикут, в «Дорогу Виктории Сото» (англ. Victoria Soto Way). 17 декабря 2012 года выпускной класс 2003 года средней школы Стратфорда учредил «Мемориальный фонд Виктории Ли Сото» в её честь. Фонд будет использовать пожертвования, сделанные для оплаты похоронных услуг и создания мемориала в средней школе Стратфорда и фонда стипендий имени Виктории Ли Сото.
14 января 2013 года мэр Стратфорда предложил назвать местную школу начальной школой имени Виктории Сото, а строительство начать в 2013 году. Предложение мэра было единогласно одобрено городским советом Стратфорда. Мэр также заявил, что будет создан фонд для приема пожертвований от желающих внести свой вклад в создание мемориала, который может включать статую Виктории Ли Сото.
В 2013 году в Чикаго, штат Иллинойс, открылась средняя школа ACERO имени Виктории Ли Сото, которая была спроектирована компанией Wight & Co. Victoria Soto ACERO High School — это государственная школа с детским садом и классами с первого по двенадцатый.
15 февраля 2013 года Сото и другие пять погибших взрослых учителей и администраторов были посмертно награждены Президентской медалью для гражданских лиц. Этой медалью награждаются американцы, совершившие «образцовые подвиги» во имя своей стране или сограждан. Медаль считается второй по значимости гражданской правительственной наградой и была вручена семьям погибших президентом Бараком Обамой на церемонии в Белом доме.
Организация Nutmeg Big Brothers Big Sisters учредила «Награду волонтера Виктории Ли Сото» (англ. Victoria Soto Volunteer Award), которая была бывшей наставницей Nutmeg. 25 апреля 2013 года Ана Роблес (англ. Ana Robles), одна из наставниц Nutmeg, стала первой обладательницей этой награды. В июне 2013 года детская площадка в парке Лонг Брук (Long Brook Park) в Стратфорде была названа «Мемориальной площадкой Виктории Ли Сото» (англ. Victoria Soto Memorial Playground) в ее честь.
В 2015 году в Стратфорде, где она училась в средней школе, состоялось торжественное открытие школы Виктории Ли Сото — в школе, которая была названа в ее честь, учатся ученики с дошкольного возраста до второго класса.